# ATP Finals 2023 - Đơn
Novak Djokovic là đương kim vô địch.

## Hạt giống
1. Novak Djokovic
2. Carlos Alcaraz
3. Daniil Medvedev
4. Jannik Sinner
5. Andrey Rublev
6. Stefanos Tsitsipas (Vòng bảng, rút lui do chấn thương lưng)
7. Alexander Zverev
8. Holger Rune

## Thay thế
1. Hubert Hurkacz (thay thế Tsitsipas, vòng bảng)
2. Taylor Fritz

## Kết quả

### Chung kết
|  | Bán kết | Bán kết | Bán kết | Bán kết | Bán kết |  |  | Chung kết | Chung kết | Chung kết | Chung kết | Chung kết |  |
|  |         |         |         |         |         |  |  |           |           |           |           |           |  |
|  |         |         |         |         |         |  |  |           |           |           |           |           |  |
|  |         |         |         |         |         |  |  |           |           |           |           |           |  |
|  |         |         |         |         |         |  |  |           |           |           |           |           |  |
|  |         |         |         |         |         |  |  |           |           |           |           |           |  |
|  |         |         |         |         |         |  |  |           |           |           |           |           |  |
|  |         |         |         |         |         |  |  |           |           |           |           |           |  |
|  |         |         |         |         |         |  |  |           |           |           |           |           |  |
|  |         |         |         |         |         |  |  |           |           |           |           |           |  |
|  |         |         |         |         |         |  |  |           |           |           |           |           |  |

### Bảng Xanh
|     |                                   | Djokovic                | Sinner                  | Tsitsipas Hurkacz           | Rune                        | RR T–B  | Set T–B             | Game T–B             | Xếp hạng |
| 1   | Novak Djokovic                    |                         | 5–7, 7–6(7–5), 6–7(2–7) | (v/ Hurkacz)                | 7–6(7–4), 6–7(1–7), 6–3     | 1–1     | 3–3 (50%)           | 37–36 (51%)          | 2        |
| 4   | Jannik Sinner                     | 7–5, 6–7(5–7), 7–6(7–2) |                         | 6–4, 6–4 (v/ Tsitsipas)     |                             | 2–0     | 4–1 (80%)           | 32–26 (55%)          | 1        |
| 6 9 | Stefanos Tsitsipas Hubert Hurkacz | (v/ Hurkacz)            | 4–6, 4–6 (v/ Tsitsipas) |                             | 1–2, bỏ cuộc (v/ Tsitsipas) | 0–2 0–0 | 0–4 (0%)† 0–0 ( – ) | 8–12 (40%) 0–0 ( – ) | X 4      |
| 8   | Holger Rune                       | 6–7(4–7), 7–6(7–1), 3–6 |                         | 2–1, bỏ cuộc (v/ Tsitsipas) |                             | 1–1     | 3–2 (60%)†          | 16–19 (46%)          | 3        |

† Theo quy định của ATP, trận đấu Tsitsipas bỏ cuộc trước Rune được tính là một trận thua trắng 2 set trong việc xác định xếp hạng vòng bảng.

### Bảng Đỏ
|   |                  | Alcaraz            | Medvedev | Rublev   | Zverev             | RR T–B | Set T–B    | Game T–B    | Xếp hạng |
| 2 | Carlos Alcaraz   |                    |          |          | 7–6(7–3), 3–6, 4–6 | 0–1    | 1–2 (33%)  | 14–18 (44%) | 3        |
| 3 | Daniil Medvedev  |                    |          | 6–4, 6–2 |                    | 1–0    | 2–0 (100%) | 12–6 (67%)  | 1        |
| 5 | Andrey Rublev    |                    | 4–6, 2–6 |          |                    | 0–1    | 0–2 (0%)   | 6–12 (33%)  | 4        |
| 7 | Alexander Zverev | 6–7(3–7), 6–3, 6–4 |          |          |                    | 1–0    | 2–1 (67%)  | 18–14 (56%) | 2        |

Tiêu chí xếp hạng: 1. Số trận thắng; 2. Số trận; 3. Trong 2 tay vợt đồng hạng, kết quả đối đầu; 4. Trong 3 tay vợt đồng hạng, tỉ lệ % set thắng, sau đó tỉ lệ % game thắng; 5. Xếp hạng ATP.